# Giacomo De Ghislanzoni Cardoli
Giacomo De Ghislanzoni Cardoli (Sannazzaro de' Burgondi, 31 luglio 1946) è un politico e imprenditore italiano.

## Biografia
Imprenditore agricolo risicoltore, laureato in scienze politiche all'Università di Pavia, è stato deputato dal 1994 al 2006, eletto nel collegio uninominale di Mortara.
Ha fatto parte di numerosi enti e organizzazioni, tra cui la Camera di Commercio di Pavia di cui è stato presidente, Unioncamere Lombardia, Consorzio Studi Post Universitari di Pavia e l'associazione Regionale per la Proprietà Fondiaria.